# Zečina
Zečina (različak, modrulja, tartorina, lat. Centaurea), veliki biljni rod jednogodišnjeg i dvogodišnjeg raslinja i trajnica te polugrmova iz porodice Compositae. Latinsko ime roda dolazi po kentauru Hironu, liječniku i začetniku botanike u grčkoj mitologiji.
Neke biljke ovog roda su ljekovite ili jestive, kao mladi listovi velike zečine (C. scabiosa). Na području Hrvatske raste osamdesetak vrsta i podvrsta, među kojima i endem biokovska zečina.

## Vrste
1. Centaurea acaulis L.
2. Centaurea achaia Boiss. & Heldr.
3. Centaurea achtarovii Urum.
4. Centaurea acicularis Sm.
5. Centaurea acmophylla Boiss.
6. Centaurea adamovicii Velen.
7. Centaurea adscendens (Bartl.) Prodan
8. Centaurea aegyptiaca L.
9. Centaurea × aellenii Arènes
10. Centaurea aeolica Guss. ex Lojac.
11. Centaurea aetaliae (Sommier) Bég.
12. Centaurea aetolica Phitos & T.Georgiadis
13. Centaurea affinis Friv.
14. Centaurea aggregata Fisch. & C.A.Mey. ex DC.
15. Centaurea aguilellae Mateo & M.B.Crespo
16. Centaurea ahverdovii Gabrieljan
17. Centaurea ainetensis Boiss.
18. Centaurea akamantis T.Georgiadis & Hadjik.
19. Centaurea akmanii Yild.
20. Centaurea akroteriensis Gennaio & Q.G.Manni
21. Centaurea aksoyi Hamzaoglu & Budak
22. Centaurea aladaghensis Wagenitz
23. Centaurea alba L.
24. Centaurea albertii Rexhepi
25. Centaurea albofimbriata Stef. & T.Georgiev
26. Centaurea albonitens Turrill
27. Centaurea alexandrina Delile
28. Centaurea alfonsoi Negaresh
29. Centaurea ali-beyana Font Quer & Pau
30. Centaurea alveicola Rech.f.
31. Centaurea amadanensis Sch.Bip.
32. Centaurea amaena Boiss. & Balansa
33. Centaurea amanicola Hub.-Mor.
34. Centaurea amanosensis M.Bona
35. Centaurea ambigua Guss.
36. Centaurea amblensis Graells
37. Centaurea ammocyanus Boiss.
38. Centaurea angelescui (Prodan) Czerep.
39. Centaurea antalyensis H.Duman & A.Duran
40. Centaurea antennata Dufour
41. Centaurea anthemifolia Hub.-Mor.
42. Centaurea antiochia Boiss.
43. Centaurea antitauri Hayek
44. Centaurea aphrodisea Boiss.
45. Centaurea aplolepa Moretti
46. Centaurea appendicata Klokov
47. Centaurea arachnoidea Viv.
48. Centaurea ardabilica Ranjbar & Heydari
49. Centaurea arenaria M.Bieb. ex Willd.
50. Centaurea argentea L.
51. Centaurea arifolia Boiss.
52. Centaurea aristata Hoffmanns. & Link
53. Centaurea armena Boiss.
54. Centaurea arrigonii Greuter
55. Centaurea ascalonica Bornm.
56. Centaurea aspera L.
57. Centaurea aspromontana Brullo, Scelsi & Spamp.
58. Centaurea assadii Ranjbar & Negaresh
59. Centaurea athoa DC.
60. Centaurea atlantica Pomel
61. Centaurea atlantis Maire & Weiller
62. Centaurea atrata Willd.
63. Centaurea atropurpurea Olivier
64. Centaurea attica Nyman
65. Centaurea aucheri (DC.) Wagenitz
66. Centaurea × austriacoides Wol.
67. Centaurea austroanatolica Hub.-Mor.
68. Centaurea avilae Pau
69. Centaurea axillaris Willd.
70. Centaurea aytugiana Bancheva, Kaya & Binzet
71. Centaurea aziziana Rech.f.
72. Centaurea babylonica (L.) L.
73. Centaurea bachtiarica Hayek & Bornm.
74. Centaurea baldaccii Degen
75. Centaurea baseri Köse & Alan
76. Centaurea bavegehensis Ranjbar & Negaresh
77. Centaurea × beckiana Müllner
78. Centaurea behen L.
79. Centaurea benedicta (L.) L.
80. Centaurea besseriana DC.
81. Centaurea bethurica E.López & Devesa
82. Centaurea × bilbilitana Pau
83. Centaurea bimorpha Viv.
84. Centaurea bingoelensis Behçet & Ilçim
85. Centaurea biokovensis Teyber
86. Centaurea blancheana Mouterde
87. Centaurea bofilliana Sennen ex Devesa & E.López
88. Centaurea boissieri DC.
89. Centaurea bojnordensis Ranjbar, Negaresh & Joharchi
90. Centaurea bombycina Boiss. ex DC.
91. Centaurea borjae Valdés Berm. & Rivas Goday
92. Centaurea borysthenica Gruner
93. Centaurea bourgaei Boiss.
94. Centaurea bovina Velen.
95. Centaurea breviceps Iljin
96. Centaurea bruguieriana (DC.) Hand.-Mazz.
97. Centaurea brulla Greuter
98. Centaurea bugellensis (Soldano) Soldano
99. Centaurea busambarensis Guss.
100. Centaurea cadmea Boiss.
101. Centaurea calabra G.Caruso, S.A.Giardina, Raimondo & Spadaro
102. Centaurea calcitrapa L.
103. Centaurea caliacrae Prodan
104. Centaurea calocephala Willd.
105. Centaurea calolepis Boiss.
106. Centaurea camelorum Velen.
107. Centaurea cankiriensis A.Duran & H.Duman
108. Centaurea caprina Steven
109. Centaurea carduiformis DC.
110. Centaurea cariensiformis Hub.-Mor.
111. Centaurea cariensis Boiss.
112. Centaurea caroli-henrici Gabrieljan & Dittrich
113. Centaurea carolipauana Fern.Casas & Susanna
114. Centaurea carratracensis Lange
115. Centaurea carystea Trigas & Constantin.
116. Centaurea caspia Grossh.
117. Centaurea cassia Boiss.
118. Centaurea castellana Boiss.
119. Centaurea × castellano-manchensis Mateo & M.B.Crespo
120. Centaurea castellanoides Talavera
121. Centaurea cataonica Boiss. & Hausskn.
122. Centaurea cavanillesiana Graells
123. Centaurea × ceballosii Fern.Casas
124. Centaurea centauroides L.
125. Centaurea × cephalariseptimae Fern.Casas & Susanna
126. Centaurea ceratophylla Ten.
127. Centaurea chalcidicea Hayek
128. Centaurea charrelii Halácsy & Dörfl.
129. Centaurea cheiranthifolia Willd.
130. Centaurea cheirolepidoides Wagenitz
131. Centaurea cheirolopha (Fenzl) Wagenitz
132. Centaurea chrysantha Wagenitz
133. Centaurea chrysocephala Phitos & T.Georgiadis
134. Centaurea chrysolepis Vis.
135. Centaurea cineraria L.
136. Centaurea cithaeronea Phitos & Constantin.
137. Centaurea citricolor Font Quer
138. Centaurea clementei Boiss. ex DC.
139. Centaurea codringtonii Rech.f.
140. Centaurea codruensis
141. Centaurea collina L.
142. Centaurea conocephala Bolle
143. Centaurea consanguinea DC.
144. Centaurea corcubionensis M.Laínz
145. Centaurea cordubensis Font Quer
146. Centaurea coronata Lamy
147. Centaurea corymbosa Pourr.
148. Centaurea costae Willk.
149. Centaurea coziensis Nyár.
150. Centaurea cristata Bartl.
151. Centaurea crithmifolia Vis.
152. Centaurea crnogorica Rohlena
153. Centaurea cuneifolia Sm.
154. Centaurea cuspidata Vis.
155. Centaurea cyanoides Wahlenb.
156. Centaurea cyanomorpha Stef. & T.Georgiev
157. Centaurea cyanus L.
158. Centaurea cylindrocephala Bornm.
159. Centaurea cyprensis (Holub) T.Georgiadis
160. Centaurea cyrenaica Bég. & Vaccari
161. Centaurea dalmatica A.Kern.
162. Centaurea damascena Boiss.
163. Centaurea daralagoezica (Fomin) Greuter
164. Centaurea davisii Wagenitz
165. Centaurea debdouensis Breitw. & Podlech
166. Centaurea debeauxii Godr. & Gren.
167. Centaurea decipiens Thuill.
168. Centaurea degeniana J.Wagner
169. Centaurea degenianiformis
170. Centaurea delbesiana Arènes
171. Centaurea delicatula Breitw. & Podlech
172. Centaurea delucae C.Guarino & Rampone
173. Centaurea demetrii Dumbadze
174. Centaurea demirizii Wagenitz
175. Centaurea demirkapiensis Micevski
176. Centaurea depressa M.Bieb.
177. Centaurea derderiifolia Wagenitz
178. Centaurea derventana Vis. & Pancic
179. Centaurea deusta Ten.
180. Centaurea deustiformis Adamovic
181. Centaurea dhofarica Baker
182. Centaurea dichroa Boiss. & Heldr.
183. Centaurea dichroantha A.Kern.
184. Centaurea diffusa Lam.
185. Centaurea diluta Aiton
186. Centaurea diomedea Gasp.
187. Centaurea djebel-amouri Greuter
188. Centaurea doddsii Post ex Boiss.
189. Centaurea dominii (Dostál) Dubovik
190. Centaurea donetzica Klokov
191. Centaurea × doumerguei Faure & Maire
192. Centaurea drabifolia Sm.
193. Centaurea drabifolioides Hub.-Mor.
194. Centaurea drenovensis Pils
195. Centaurea dubjanskyi Iljin
196. Centaurea ducellieri Batt. & Trab.
197. Centaurea dumanii (Dinç, A.Duran & Bilgili) Dinç & Dogu
198. Centaurea dumulosa Boiss.
199. Centaurea dursunbeyensis Uysal & Köse
200. Centaurea ebenoides Heldr. ex S.Moore
201. Centaurea × eclipsislunae Mateo & M.B.Crespo
202. Centaurea edith-mariae
203. Centaurea eflanensis (Kaya & Bancheva) Sirin & Ertugrul
204. Centaurea elazigensis Kaya & Vural
205. Centaurea elbrusensis Boiss. & Buhse
206. Centaurea elegantissima Bornm.
207. Centaurea eliasii Sennen & Pau
208. Centaurea emigrantis Bubani
209. Centaurea emiliae Huseynova & Garakhani
210. Centaurea emporitana Vayreda
211. Centaurea ensiformis P.H.Davis
212. Centaurea epapposa Velen.
213. Centaurea epirota Halácsy
214. Centaurea erinacella Rech.f.
215. Centaurea eriophora L.
216. Centaurea ertugruliana Uysal
217. Centaurea erycina Raimondo & Bancheva
218. Centaurea eryngioides Lam.
219. Centaurea esfandiarii Rech.f. & Aellen
220. Centaurea euboica Rech.f.
221. Centaurea euxina Velen.
222. Centaurea exarata Boiss. ex Coss.
223. Centaurea × extranea Beck ex Gugler
224. Centaurea fabregatii Mateo & M.B.Crespo
225. Centaurea farsistanica (Wagenitz) Ranjbar & Negaresh
226. Centaurea fenzlii Reichardt
227. Centaurea ferox Desf.
228. Centaurea filiformis Viv.
229. Centaurea finazzeri Adamovic
230. Centaurea flosculosa Balb. ex Willd.
231. Centaurea × forsythiana Levier ex Filigh., Farris, Pisanu & Urbani
232. Centaurea foucauldiana Maire
233. Centaurea foveolata Blakelock
234. Centaurea fragilis Durieu
235. Centaurea francoi Figueiredo & Gideon F.Sm.
236. Centaurea × frayana H.Boissieu ex Gáyer
237. Centaurea friderici Vis.
238. Centaurea furfuracea Coss. & Durieu
239. Centaurea fuscomarginata (K.Koch) Juz.
240. Centaurea fusiformis Blakelock
241. Centaurea gabrieliae (Bornm.) Wagenitz
242. Centaurea gabrielis-blancae Fern.Casas
243. Centaurea gabrieljanae Greuter
244. Centaurea gadorensis Blanca
245. Centaurea galicicae Micevski
246. Centaurea gattefossei Maire
247. Centaurea geluensis Boiss. & Hausskn.
248. Centaurea × genesii-lopezii Fern.Casas & Susanna
249. Centaurea gentilii Braun-Blanq. & Maire
250. Centaurea gerberi Steven
251. Centaurea gerhardii M.V.Agab.
252. Centaurea germanicopolitana Bornm.
253. Centaurea × gerstlaueri Erdner
254. Centaurea ghahremanii Wagenitz & Esfand.
255. Centaurea giardinae Raimondo & Spadaro
256. Centaurea gigantea Sch.Bip. ex Boiss.
257. Centaurea gjurasinii Bosnjak
258. Centaurea glaberrima Tausch
259. Centaurea glabroauriculata Uysal & Demir.
260. Centaurea glastifolia L.
261. Centaurea globurensis Nyár.
262. Centaurea glomerata Vahl
263. Centaurea gloriosa
264. Centaurea goerkii Yild.
265. Centaurea goksivriensis M.Bona
266. Centaurea golestanica Akhani & Wagenitz
267. Centaurea × grabowskiana J.Wagner
268. Centaurea gracilenta Velen.
269. Centaurea graeca Griseb.
270. Centaurea × grafiana DC.
271. Centaurea graminifolia (Lam.) Muñoz Rodr. & Devesa
272. Centaurea granatensis Boiss. ex DC.
273. Centaurea grbavacensis (Rohlena) Stoj. & Acht.
274. Centaurea greuteri E.Gamal-Eldin & Wagenitz
275. Centaurea grisebachii (Nyman) Heldr.
276. Centaurea × grosii Font Quer
277. Centaurea gubanovii Kamelin
278. Centaurea gudrunensis Boiss. & Hausskn.
279. Centaurea gulissashvilii Dumbadze
280. Centaurea gussonei Raimondo & Spadaro
281. Centaurea gymnocarpa Moris & De Not.
282. Centaurea hadacii Wagenitz
283. Centaurea haenseleri Boiss.
284. Centaurea hakkariensis Wagenitz
285. Centaurea halophila Hub.-Mor.
286. Centaurea handelii Wagenitz
287. Centaurea hanryi Jord.
288. Centaurea haradjianii Wagenitz
289. Centaurea haussknechtii Boiss.
290. Centaurea haynaldiiformis
291. Centaurea heldreichii Halácsy
292. Centaurea helenioides Boiss. & Hausskn.
293. Centaurea hellwigii Ranjbar & Negaresh
294. Centaurea heratensis Rech.f. & Köie
295. Centaurea hermannii Hermann
296. Centaurea herminii Rouy
297. Centaurea hervieri Degen
298. Centaurea heterocarpa Boiss. & Gaill.
299. Centaurea hierapolitana Boiss.
300. Centaurea hohenackeri Steven
301. Centaurea hololeuca Boiss.
302. Centaurea homoeosceros Pau
303. Centaurea horrida Badarò
304. Centaurea huljakii J.Wagner
305. Centaurea hyalolepis Boiss.
306. Centaurea hymettia Kit Tan, Zograf. & Bancheva
307. Centaurea hyrcanica Bornm.
308. Centaurea hyssopifolia Vahl
309. Centaurea iberica Trevir. ex Spreng.
310. Centaurea ibn-tattoui Chamboul., Bidat & J.F.Léger
311. Centaurea idaea Boiss. & Heldr.
312. Centaurea ilvensis (Sommier) Arrigoni
313. Centaurea immanuelis-loewii Degen
314. Centaurea imperialis Hausskn. ex Bornm.
315. Centaurea incompleta Halácsy
316. Centaurea incompta Vis.
317. Centaurea indistincta (Wagenitz) Ranjbar & Negaresh
318. Centaurea inermis Velen.
319. Centaurea inexpectata Wagenitz
320. Centaurea inexpugnabilis P.P.Ferrer, Mansanet-Salvador & R.Roselló
321. Centaurea infestans Durieu
322. Centaurea integrans Naggi
323. Centaurea intricata Boiss.
324. Centaurea involucrata Desf.
325. Centaurea ionica Brullo
326. Centaurea ipecensis Rech.f.
327. Centaurea iranshahrii Wagenitz & Esfand.
328. Centaurea irritans Wagenitz
329. Centaurea isaurica Hub.-Mor.
330. Centaurea ispahanica Boiss.
331. Centaurea jacea L.
332. Centaurea × jaceiformis Rouy
333. Centaurea jaennensis Degen & Debeaux
334. Centaurea janeri Graells
335. Centaurea jankae D.Brândza
336. Centaurea jankeana Simonk.
337. Centaurea japygica (Lacaita) Brullo
338. Centaurea jeffreyana Mesfin
339. Centaurea jiroftensis (Ranjbar & Negaresh) Ranjbar & Heydari
340. Centaurea joharchii Ranjbar & Negaresh
341. Centaurea johnseniana Kit Tan & Strid
342. Centaurea jordaniana Gren. & Godr.
343. Centaurea josiae Humbert
344. Centaurea jovinianum Sennen & Pau
345. Centaurea jurineifolia Boiss.
346. Centaurea × juvenalis Delile ex Godr.
347. Centaurea kabirkuhensis Mozaff., F.Ghahrem. & Fereid.
348. Centaurea kalambakensis Freyn & Sint.
349. Centaurea kamalnejadii Negaresh
350. Centaurea kamyaranensis Ranjbar & Negaresh
351. Centaurea kandavanensis Wagenitz
352. Centaurea kanitziana Janka ex D.Brândza
353. Centaurea karamianiae Negaresh
354. Centaurea kartschiana Scop.
355. Centaurea karvandarensis Rech.f.
356. Centaurea kavadarensis Micevski
357. Centaurea kaynakiae Daskin & Yilmaz
358. Centaurea kemulariae Dumbadze
359. Centaurea kermanshahensis (Wagenitz) Ranjbar & Negaresh
360. Centaurea kerneriana Janka
361. Centaurea khosraviana Negaresh
362. Centaurea kilaea Boiss.
363. Centaurea kirmacii Uysal & Armagan
364. Centaurea kizildaghensis Uzunh., E.Dogan & H.Duman
365. Centaurea × kleinii C.T.Roché & Susanna
366. Centaurea kochiana (Holub) Greuter
367. Centaurea koeieana Bornm.
368. Centaurea konkae Klokov
369. Centaurea kosaninii Hayek
370. Centaurea kotschyana Heuff.
371. Centaurea kotschyi (Boiss.) Hayek
372. Centaurea kozjakensis
373. Centaurea kunkelii N.Garcia
374. Centaurea × kupcsokiana J.Wagner
375. Centaurea kurdica Reichardt
376. Centaurea kusanii
377. Centaurea lacaitae Peruzzi
378. Centaurea lacerata  (Hausskn.) Halácsy
379. Centaurea laconica Boiss.
380. Centaurea lactiflora Halácsy
381. Centaurea lactucifolia Boiss.
382. Centaurea lagascana Graells
383. Centaurea lainzii Fern.Casas
384. Centaurea lancifolia Sieber ex Spreng.
385. Centaurea langei Nyman
386. Centaurea lanigera DC.
387. Centaurea lanulata Eig
388. Centaurea latiloba Klokov
389. Centaurea laureotica Heldr. ex Halácsy
390. Centaurea lavrenkoana Klokov
391. Centaurea laxa Boiss. & Hausskn.
392. Centaurea legionis-septimae Fern.Casas & Susanna
393. Centaurea leonidia Kalpoutz. & Constantin.
394. Centaurea leptophylla (K.Koch) Tchich.
395. Centaurea leucadea Lacaita
396. Centaurea leucomalla Bornm.
397. Centaurea leucomelaena Hayek
398. Centaurea leucophaea Jord.
399. Centaurea limbata Hoffmanns. & Link
400. Centaurea lingulata Lag.
401. Centaurea linifolia L.
402. Centaurea litardierei Jahand. & Maire
403. Centaurea litigiosa (Fiori) Arrigoni
404. Centaurea litochorea T.Georgiadis & Phitos
405. Centaurea longepedunculata Sch.Bip. ex Boiss.
406. Centaurea longifimbriata Wagenitz
407. Centaurea longispina (Post) Wagenitz
408. Centaurea loscosii Willk.
409. Centaurea lugdunensis Jord.
410. Centaurea luristanica Rech.f.
411. Centaurea luschaniana Heimerl ex Stapf
412. Centaurea lusitanica Boiss. & Reut.
413. Centaurea lycaonica Boiss. & Heldr.
414. Centaurea lycia Boiss.
415. Centaurea lycopifolia Boiss. & Kotschy
416. Centaurea lydia Boiss.
417. Centaurea macedonica Boiss.
418. Centaurea macroacantha Guss.
419. Centaurea macrocephala Muss.Puschk. ex Willd.
420. Centaurea macroptilon Borbás
421. Centaurea magistrorum Arrigoni & Camarda
422. Centaurea magocsyana W.H.Wagner
423. Centaurea maireana Emb.
424. Centaurea × mairei Faure
425. Centaurea majorovii Dumbadze
426. Centaurea malacitana Boiss.
427. Centaurea malatyensis Kültür & M.Bona
428. Centaurea malinvaldiana Batt.
429. Centaurea mannagettae Podp.
430. Centaurea maramarosiensis (Jáv.) Czerep.
431. Centaurea marashica Uzunh., Teksen & E.Dogan
432. Centaurea margarita-alba Klokov
433. Centaurea mariana Nyman
434. Centaurea × maritima Dufour
435. Centaurea marmorea Bornm. & Soska
436. Centaurea maroccana Ball
437. Centaurea masjedsoleymanensis Ranjbar & Askari
438. Centaurea matthiolifolia Boiss.
439. Centaurea mayeri
440. Centaurea melanocephala Pancic
441. Centaurea melanosticta (Lange) Franco
442. Centaurea melitensis L.
443. Centaurea mersinensis Uysal & Hamzaoglu
444. Centaurea mesopotamica Bornm.
445. Centaurea messenicolasiana T.Georgiadis, Dimitrellos & Routsi
446. Centaurea micevskii Greuter
447. Centaurea micracantha Dufour
448. Centaurea micrantha Hoffmanns. & Link
449. Centaurea microcarpa Coss. & Durieu ex Batt. & Trab.
450. Centaurea microcnicus Reese & Sam.
451. Centaurea microlonchoides Boiss.
452. Centaurea microlopha (Boiss.) Ranjbar & Negaresh
453. Centaurea molesworthiae E.López, Devesa & García Rojas
454. Centaurea mollis Waldst. & Kit.
455. Centaurea monodii Arènes
456. Centaurea montaltensis (Fiori) Peruzzi
457. Centaurea montana L.
458. Centaurea monticola Boiss. ex DC.
459. Centaurea montis-borlae Soldano
460. Centaurea mouterdei Wagenitz
461. Centaurea movlavia Parsa
462. Centaurea mozaffarianii Negaresh
463. Centaurea mucurensis Teyber
464. Centaurea murbeckii Hayek
465. Centaurea musakii T.Georgiadis
466. Centaurea musarum Boiss. & Orph.
467. Centaurea musimonum Maire
468. Centaurea × mutabilis St.-Amans
469. Centaurea nallihanensis Uysal & Hamzaoglu
470. Centaurea nana Desf.
471. Centaurea napifolia L.
472. Centaurea napulifera Rochel
473. Centaurea neiceffii Degen & J.Wagner
474. Centaurea nemecii Nábelek
475. Centaurea nemoralis Jord.
476. Centaurea nerimaniae Kültür
477. Centaurea nervosa Willd.
478. Centaurea nevadensis Boiss. & Reut.
479. Centaurea nicolai Bald.
480. Centaurea niederi Heldr.
481. Centaurea nigerica Hutch.
482. Centaurea nigra L.
483. Centaurea nigrescens Willd.
484. Centaurea nigrofimbria Sosn.
485. Centaurea nissana Petrovic
486. Centaurea nivea (Bornm.) Wagenitz
487. Centaurea nobilis (E.Groves) Brullo
488. Centaurea × noguerensis Mateo
489. Centaurea × nouelii Franch. ex H.J.Coste
490. Centaurea novakii Dostál
491. Centaurea × numantina A.Segura
492. Centaurea nydeggeri Hub.-Mor.
493. Centaurea obtusifolia (Boiss. & Hausskn.) Wagenitz
494. Centaurea obtusiloba Batt.
495. Centaurea occasus Fern.Casas
496. Centaurea ochrocephala Wagenitz
497. Centaurea odessana Prodan
498. Centaurea odyssei Wagenitz
499. Centaurea ognjanoffii Urum.
500. Centaurea oltensis Sosn.
501. Centaurea olympica (DC.) K.Koch
502. Centaurea omphalodes  (Benth. & Hook.f.) Coss.
503. Centaurea onopordifolia Boiss.
504. Centaurea oranensis Greuter & M.V.Agab.
505. Centaurea orbelica Velen.
506. Centaurea orientalis L.
507. Centaurea oriolii-bolosii Fern.Casas
508. Centaurea ornata Willd.
509. Centaurea orphanidea Heldr. & Sart. ex Boiss.
510. Centaurea orumiehensis Ranjbar & Negaresh
511. Centaurea oscensis (Pau ex E.López & Devesa) Raab-Straube & Greuter
512. Centaurea ossaea Halácsy
513. Centaurea ovina Pall. ex Willd.
514. Centaurea oxylepis Hayek
515. Centaurea pabotii Wagenitz
516. Centaurea paczoskyi Kotov ex Klokov
517. Centaurea palanganensis Ranjbar & Askari
518. Centaurea pallescens Delile
519. Centaurea pamphylica Boiss. & Heldr.
520. Centaurea pandataria (Fiori & Bég.) Bég.
521. Centaurea pangaea Greuter & Papan.
522. Centaurea paniculata L.
523. Centaurea panormitana Lojac.
524. Centaurea paphlagonica (Bornm.) Wagenitz
525. Centaurea papposa (Coss.) Greuter
526. Centaurea × paredensis (G.López) Mateo & Arán
527. Centaurea parilica Stoj. & Stef.
528. Centaurea parlatoris Heldr.
529. Centaurea parviflora Desf.
530. Centaurea patula DC.
531. Centaurea × paucispina (Ferriol, Merle & Garmendia) P.P.Ferrer, Ferriol, Merle & Garmendia
532. Centaurea paui Loscos ex Willk.
533. Centaurea pauneroi Talavera & J.Muñoz
534. Centaurea pawlowskii Phitos & Damboldt
535. Centaurea paxorum Phitos & T.Georgiadis
536. Centaurea pectinata L.
537. Centaurea pelia DC.
538. Centaurea pentadactyli Brullo, Scelsi & Spamp.
539. Centaurea perrottettii DC.
540. Centaurea persica Boiss.
541. Centaurea pestalotii De Not. ex Ces.
542. Centaurea pestalozzae Boiss.
543. Centaurea peucedanifolia Boiss. & Orph.
544. Centaurea phaeolepis Coss.
545. Centaurea phlomoides Boiss. & Hausskn.
546. Centaurea phrygia L.
547. Centaurea pichleri Boiss.
548. Centaurea pinae Pau
549. Centaurea pinardii Boiss.
550. Centaurea pindicola Griseb.
551. Centaurea pineticola Iljin
552. Centaurea pinetorum Hub.-Mor.
553. Centaurea × pinillosii Mateo & M.B.Crespo
554. Centaurea pinnata Pau ex Vicioso
555. Centaurea pinnatifida Schur
556. Centaurea poculatoris Greuter
557. Centaurea podospermifolia Loscos & J.Pardo
558. Centaurea poeltiana Puntillo
559. Centaurea polyacantha Willd.
560. Centaurea polyclada DC.
561. Centaurea polymorpha Lag.
562. Centaurea polyphylla Ledeb. ex Nordm.
563. Centaurea polypodiifolia Boiss.
564. Centaurea pomeliana Batt.
565. Centaurea pontica
566. Centaurea postii Boiss.
567. Centaurea praecox Oliv. & Hiern
568. Centaurea princeps Boiss. & Heldr.
569. Centaurea procurrens Sieber ex Spreng.
570. Centaurea prolongi Boiss. ex DC.
571. Centaurea proto-gerberi Klokov
572. Centaurea proto-margaritacea Klokov
573. Centaurea pseudoaxillaris Stef. & T.Georgiev
574. Centaurea pseudobovina Hayek ex Stoj. & Stef.
575. Centaurea pseudocadmea Wagenitz
576. Centaurea pseudocineraria (Fiori) Rouy
577. Centaurea pseudodegeniana
578. Centaurea pseudokotschyi Wagenitz
579. Centaurea pseudoleucolepis Kleopow
580. Centaurea pseudomaculosa Dobrocz.
581. Centaurea pseudomagocsyana
582. Centaurea pseudoscabiosa Boiss. & Buhse
583. Centaurea pseudosinaica Czerep.
584. Centaurea pseudreflexa Hayek
585. Centaurea psilacantha Boiss. & Heldr.
586. Centaurea ptarmicifolia Halácsy ex Hayek
587. Centaurea pterocaula Trautv.
588. Centaurea ptosimopappa Hayek
589. Centaurea ptosimopappoides Wagenitz
590. Centaurea pubescens Willd.
591. Centaurea pugioniformis Nyár.
592. Centaurea pulchella Ledeb.
593. Centaurea pullata L.
594. Centaurea pulvinata (Blanca) Blanca
595. Centaurea pungens Pomel
596. Centaurea radichii Plazibat
597. Centaurea ragusina L.
598. Centaurea rahiminejadii Negaresh
599. Centaurea raimondoi Bancheva & Kaya
600. Centaurea raphanina Sm.
601. Centaurea ravansarensis Ranjbar & Negaresh
602. Centaurea rechingeri Phitos
603. Centaurea redempta Heldr.
604. Centaurea reducta Wagenitz
605. Centaurea reflexa Lam.
606. Centaurea regia Boiss.
607. Centaurea reichenbachii DC.
608. Centaurea resupinata Coss.
609. Centaurea reuteriana Boiss.
610. Centaurea rhaetica Moritzi
611. Centaurea rhizantha C.A.Mey.
612. Centaurea rhizocalathium (K.Koch) Boiss.
613. Centaurea rigida  Banks & Sol.
614. Centaurea rivasmateoi Ladero
615. Centaurea ropalon Pomel
616. Centaurea × rossiana J.Wagner
617. Centaurea rouyi Coincy
618. Centaurea rufidula Bornm.
619. Centaurea rumelica Boiss.
620. Centaurea rupestris L.
621. Centaurea rutifolia Sm.
622. Centaurea saccensis Raimondo, Bancheva & Ilardi
623. Centaurea sagredoi Blanca
624. Centaurea sakarensis Bancheva & Raimondo
625. Centaurea sakariyaensis Uysal & Dural
626. Centaurea saligna (K.Koch) Wagenitz
627. Centaurea salmasensis Ranjbar & Heydari
628. Centaurea salonitana Vis.
629. Centaurea samothracica Strid & Kit Tan
630. Centaurea sanandajensis Ranjbar & Negaresh
631. Centaurea × sanchisiana Gómez Nav., Mansanet-Salvador, P.P.Ferrer, R.Roselló, E.Lagu
632. Centaurea sarandinakiae N.B.Illar.
633. Centaurea × saratoi (Briq.) Rouy
634. Centaurea sarfattiana Brullo, Gangale & Uzunov
635. Centaurea savranica Klokov
636. Centaurea saxicola Lag.
637. Centaurea saxifraga Coincy
638. Centaurea scabiosa L.
639. Centaurea scannensis Anzal., Soldano & F.Conti
640. Centaurea schimperi DC.
641. Centaurea schousboei Lange
642. Centaurea scillae Brullo
643. Centaurea sclerolepis Boiss.
644. Centaurea scoparia Sieber ex Spreng.
645. Centaurea scopulorum Boiss. & Heldr.
646. Centaurea scripczinskyi Mikheev
647. Centaurea seguenzae (Lacaita) Domina, Greuter & Raimondo
648. Centaurea semidecurrens Jord.
649. Centaurea semiusta Juz.
650. Centaurea senegalensis DC.
651. Centaurea × senneniana Rouy
652. Centaurea sennikoviana Negaresh & Kaya
653. Centaurea sericea Wagenitz
654. Centaurea seridis L.
655. Centaurea serpentinica A.Duran & B.Dogan
656. Centaurea shahuensis Ranjbar & Negaresh
657. Centaurea shehbazii Ranjbar & Negaresh
658. Centaurea shouilea Parsa
659. Centaurea shumkana Kit Tan, Shuka & Wagenitz
660. Centaurea sicana Raimondo & Spadaro
661. Centaurea sicula L.
662. Centaurea sieheana Wagenitz
663. Centaurea × similata Hausskn.
664. Centaurea simonkaiana Hayek
665. Centaurea simulans Wagenitz
666. Centaurea sinaica DC.
667. Centaurea singarensis Boiss. & Hausskn.
668. Centaurea sintenisiana Gand.
669. Centaurea sipylea Wagenitz
670. Centaurea sirdjanica Parsa
671. Centaurea sivasica Wagenitz
672. Centaurea skopjensis Micevski
673. Centaurea solitaria Ranjbar & Negaresh
674. Centaurea solstitialis L.
675. Centaurea sophiae Klokov
676. Centaurea × soriana A.Segura ex Mateo & M.B.Crespo
677. Centaurea soskae Hayek
678. Centaurea speciosa Boiss.
679. Centaurea spectabilis (DC.) Sch.Bip.
680. Centaurea sphaerocephala L.
681. Centaurea spicata Boiss.
682. Centaurea spinosa L.
683. Centaurea spinosociliata Seenus
684. Centaurea splendens L.
685. Centaurea spruneri Boiss. & Heldr.
686. Centaurea × spuria Kern.
687. Centaurea stapfiana (Hand.-Mazz.) Wagenitz
688. Centaurea stereophylla Besser
689. Centaurea sterilis Steven
690. Centaurea steveniana Klokov
691. Centaurea stevenii M.Bieb.
692. Centaurea stoebe L.
693. Centaurea stricta Waldst. & Kit.
694. Centaurea stuessyi Arnelas, Devesa & E.López
695. Centaurea subjacea Hayek
696. Centaurea subsericans Halácsy
697. Centaurea subtilis Bertol.
698. Centaurea sulphurea Willd.
699. Centaurea susannae Invernón & Devesa
700. Centaurea tabriziana Ranjbar & Heydari
701. Centaurea tadshicorum Tzvelev
702. Centaurea takhtajanii Gabrieljan & Tonyan
703. Centaurea takredensis Coss.
704. Centaurea tanaitica Klokov
705. Centaurea tardiflora Wagenitz
706. Centaurea tauromenitana Guss.
707. Centaurea tauscheri Kern.
708. Centaurea tchihatcheffii Fisch. & C.A.Mey.
709. Centaurea tenacissima (Groves) Brullo
710. Centaurea tenoreana Willk.
711. Centaurea tenorei Guss. ex Lacaita
712. Centaurea thasia Hayek
713. Centaurea theryi Emb. & Maire
714. Centaurea thessala Hausskn.
715. Centaurea thirkei Sch.Bip.
716. Centaurea thracica Janka ex Gugler
717. Centaurea thuillieri (Dostál) J.Duvign. & Lambinon
718. Centaurea toletana Boiss. & Reut.
719. Centaurea tomentella Hand.-Mazz.
720. Centaurea tommasinii A.Kern.
721. Centaurea tomorosii Micevski
722. Centaurea torreana Ten.
723. Centaurea tossiensis Freyn & Sint.
724. Centaurea tougourensis Boiss. & Reut.
725. Centaurea trachonitica Post
726. Centaurea transcaucasica Sosn. ex Grossh.
727. Centaurea × trauttmannii J.Wagner
728. Centaurea treskana Micevski
729. Centaurea triamularia Aldén
730. Centaurea trichocephala M.Bieb. ex Willd.
731. Centaurea triniifolia Heuff.
732. Centaurea tripontina López-Alvarado, L.Sáez, Filigh., Guardiola & Susan
733. Centaurea triumfettii All.
734. Centaurea tuntasia Heldr. ex Halácsy
735. Centaurea turkestanica Franch.
736. Centaurea tuzgoluensis Aytaç & H.Duman
737. Centaurea tymphaea Hausskn.
738. Centaurea ugamica Iljin
739. Centaurea ulrichiorum Wagenitz, F.H.Hellw. & Parolly
740. Centaurea ultreiae Silva Pando
741. Centaurea uniflora Turra
742. Centaurea urgellensis Sennen
743. Centaurea urvillei DC.
744. Centaurea ustulata DC.
745. Centaurea uysalii Sirin & Çeçen
746. Centaurea valesiaca (DC.) Jord.
747. Centaurea vandasii Velen.
748. Centaurea vanensis Wagenitz
749. Centaurea vankovii Klokov
750. Centaurea varnensis Velen.
751. Centaurea vatevii Degen, Urumov & Wagn.
752. Centaurea vavilovii Takht. & Gabrieljan
753. Centaurea veneris (Sommier) Bég.
754. Centaurea vermia Rech.f.
755. Centaurea vermiculigera Hub.-Mor.
756. Centaurea verutum L.
757. Centaurea vesceritensis Boiss.
758. Centaurea virgata Lam.
759. Centaurea visianii Radic
760. Centaurea vlachorum Hartvig
761. Centaurea wagenitzii Hub.-Mor.
762. Centaurea wallichiana Less.
763. Centaurea wendelboi Wagenitz
764. Centaurea werneri Wagenitz, F.H.Hellw. & Parolly
765. Centaurea wettsteinii Degen & Dörfl.
766. Centaurea wiedemanniana Fisch. & C.A.Mey.
767. Centaurea wolgensis DC.
768. Centaurea woronowii Bornm. ex Sosn.
769. Centaurea xaveri N.Garcia & Susanna
770. Centaurea xerolepida Pau
771. Centaurea xylobasis Rech.f.
772. Centaurea yaltirikii N.Aksoy, H.Duman & Efe
773. Centaurea yemensis Wagenitz
774. Centaurea yozgatensis Wagenitz
775. Centaurea zaferii Negaresh
776. Centaurea zagrosmontana Ranjbar & Heydari
777. Centaurea zangulensis Ranjbar & Negaresh
778. Centaurea zarrei Negaresh
779. Centaurea zeybekii Wagenitz
780. Centaurea ziganensis Yüzb., M.Bona & I.Genç
781. Centaurea zlatarskyana Urum. & J.Wagner
782. Centaurea zlatiborensis Zlatkovic, Novakovic & Janackovic
783. Centaurea × zubiae Pau
784. Centaurea zuccariniana DC.